# Plank

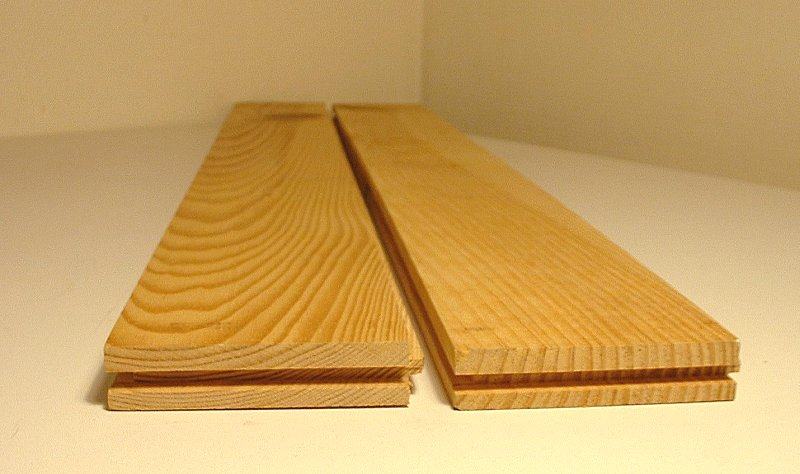
Planken om een houten vloer mee te maken

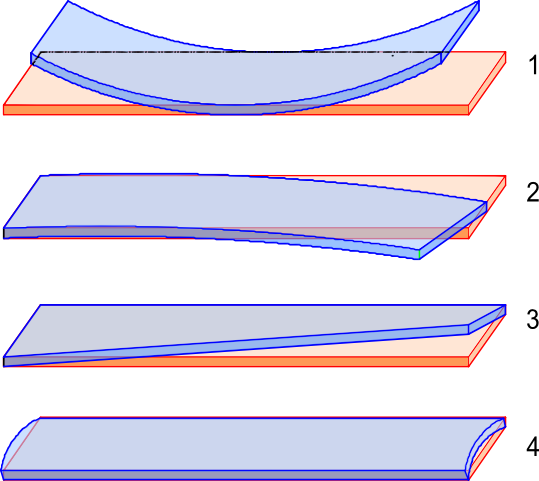
Vervorming van gezaagd hout:
1 = gebogen
2 = krom
3 = scheluw
4 = hol
NEN 5466 geeft de mate van vervorming die toelaatbaar is

Een plank is een plat stuk uit een boom gezaagd hout, of daar min of meer op gelijkend, met een lengte groter dan de breedte en een breedte groter dan de dikte.
De afmetingen van een boom bepalen in eerste instantie de maximale afmetingen van een plank. In volgend bewerkingen wordt zo'n plank verder verzaagd of geschaafd tot de gewenste afmetingen.
Planken worden gebruikt als bouwmateriaal, zoals voor vloeren of wanden, voor een tafelblad, of aan de muur of in een kast voor het plaatsen van boeken of andere zaken. Een plank om iets op te zetten heet een schap.
Een plank heet in het Vlaams ook wel deel. Een zwaardere plank, i.e aanzienlijke dikte versus breedte, wordt ook wel een balk of plaat genoemd.
Men kan planken onder andere kopen bij een bouwmarkt en bij de houthandel. Er bestaan kunststof planken (bijvoorbeeld voor gevelbekleding), metalen planken (bijvoorbeeld legplanken in een rek) en planken van mdf.